# Parafia Matki Bożej Królowej Polski w Trzebielu
Parafia Matki Bożej Królowej Polski w Trzebielu – parafia rzymskokatolicka, położona w dekanacie Łęknica, diecezji zielonogórsko-gorzowskiej, metropolii szczecińsko-kamieńskiej w Polsce, erygowana 19 marca 1976 roku.